# Stenygrocercus silvicola
Stenygrocercus silvicola är en spindelart som först beskrevs av Simon 1889.  Stenygrocercus silvicola ingår i släktet Stenygrocercus och familjen Dipluridae.
Artens utbredningsområde är Nya Kaledonien. Inga underarter finns listade i Catalogue of Life.